# Tulane Green Wave football
La squadra di football dei Tulane Green Wave rappresenta la Tulane University. I Green Wave competono nella Football Bowl Subdivision (FBS) della National Collegiate Athletics Association (NCAA) e nella American Athletic Conference. La squadra è allenata da Jon Sumrall. Gioca le sue gare interne allo Yulman Stadium di New Orleans e le sue rivalità principali sono con gli LSU Tigers, i Southern Miss Golden Eagles, gli Auburn Tigers e gli Ole Miss Rebels.

## Affiliazioni alle conference
Tulane è stata sia indipendente che affiliata a diverse conference.
- Independente (1893–1894)[3]
- Southern Intercollegiate Athletic Association (1895–1921)[3]
- Southern Conference (1922–1932)[3]
- Southeastern Conference (1933–1965)[4]
- Independente (1966–1995)[5]
- Conference USA (1996–2013)[5]
- American Athletic Conference (2014–presente)[5]

## Titoli di conference
Tulane ha vinto 10 titoli di conference in cinque differenti conference. Al 2024, i tre titoli di Tulane nella Southeastern Conference sono più di sette attuali membri della SEC: Arkansas, Kentucky, Mississippi State, Missouri, South Carolina, Texas A&M e Vanderbilt.
| Stagione | Conference | Allenatore        | V-S   | Record conf. |
| -------- | ---------- | ----------------- | ----- | ------------ |
| 1920†    | SIAA       | Clark Shaughnessy | 6–2–1 | 5–0          |
| 1925†    | SoCon      | Clark Shaughnessy | 9–0–1 | 5–0          |
| 1929     | SoCon      | Bernie Bierman    | 9–0   | 6–0          |
| 1930†    | SoCon      | Bernie Bierman    | 8–1   | 5–0          |
| 1931     | SoCon      | Bernie Bierman    | 11–1  | 8–0          |
| 1934†    | SEC        | Ted Cox           | 10–1  | 8–0          |
| 1939†    | SEC        | Red Dawson        | 8–1–1 | 5–0          |
| 1949     | SEC        | Henry E. Frnka    | 7–2–1 | 5–1          |
| 1998     | C-USA      | Tommy Bowden      | 12–0  | 6–0          |
| 2022     | AAC        | Willie Fritz      | 12–2  | 7–1          |

† Co-campioni